# 377 v.Chr.
Het jaar 377 v.Chr. is een jaartal volgens de christelijke jaartelling.

## Gebeurtenissen

### Perzië
- Mausolus wordt benoemd tot Perzische satraap van Carië.

### Griekenland
- Acarnanië en Epirus worden opgenomen in de Tweede Delisch-Attische Zeebond.
- Koning Agesilaüs II van Sparta belegert Thebe vergeefs tot uithongering.

### India
- Koning van Ceylon Pandukabhaya, vestigt zijn hoofdstad te Anuradhapura.